# Восточные литургические обряды
Восточные литургические обряды — литургические обряды в христианстве, возникшие и традиционно использовавшиеся на Востоке христианского мира, в том числе на территории бывшей Восточной Римской империи (Византии).
В отличие от западной части империи, где преобладающее развитие получил римский (латинский) обряд, в то время как остальные обряды сильно уступали ему в распространённости и ограничивались небольшими территориями или отдельными монашескими орденами, на Востоке с древности развилось семь мощных литургических традиций, которые принято сводить в две семьи или традиции — Антиохийскую и Александрийскую.
- Антиохийская традиция
  - Западно-сирийская группа
    - Западно-сирийский обряд (сиро-антиохийский)
    - Маронитский обряд

  - Сиро-азийская группа
    - Византийский обряд
    - Армянский обряд

  - Восточно-сирийская группа
    - Восточно-сирийский обряд (халдейский)
- Александрийская традиция
  - Коптский обряд
  - Эфиопский обряд[нем.]

В Сиро-малабарской католической церкви используется разновидность восточно-сирийского обряда. Иногда обряд этой церкви различают от собственно халдейского и считают отдельным сиро-малабарским обрядом в составе восточно-сирийской группы. Также и обряд другой индийской восточнокатолической церкви, Сиро-маланкарской, ряд исследователей выделяет из западно-сирийского.
Распространённость восточных обрядов, равно как и их использование различными христианскими церквями с различной догматикой, прошли с ходом истории очень сложный путь. В настоящее время они используются различными автокефальными православными церквями, восточнокатолическими церквями и многочисленными независимыми от православия и католицизма христианскими древними восточными церквями.